# Cacciabombardiere

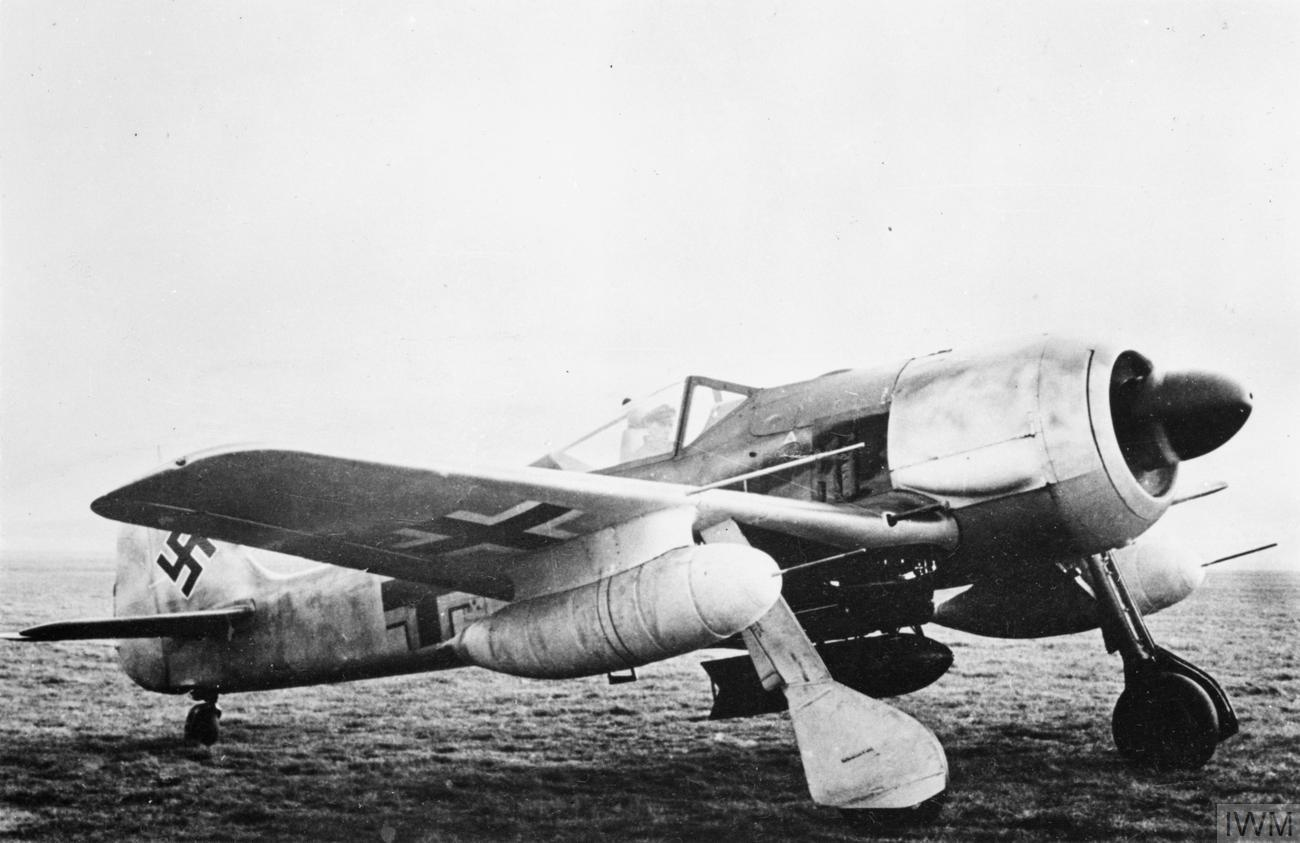
Il Focke-Wulf Fw 190 "Würger", uno dei primi caccia impiegato come cacciabombardiere.

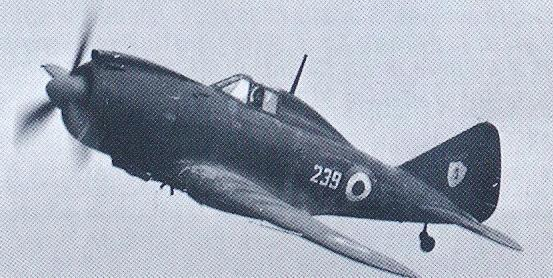
Reggiane Re 2002.

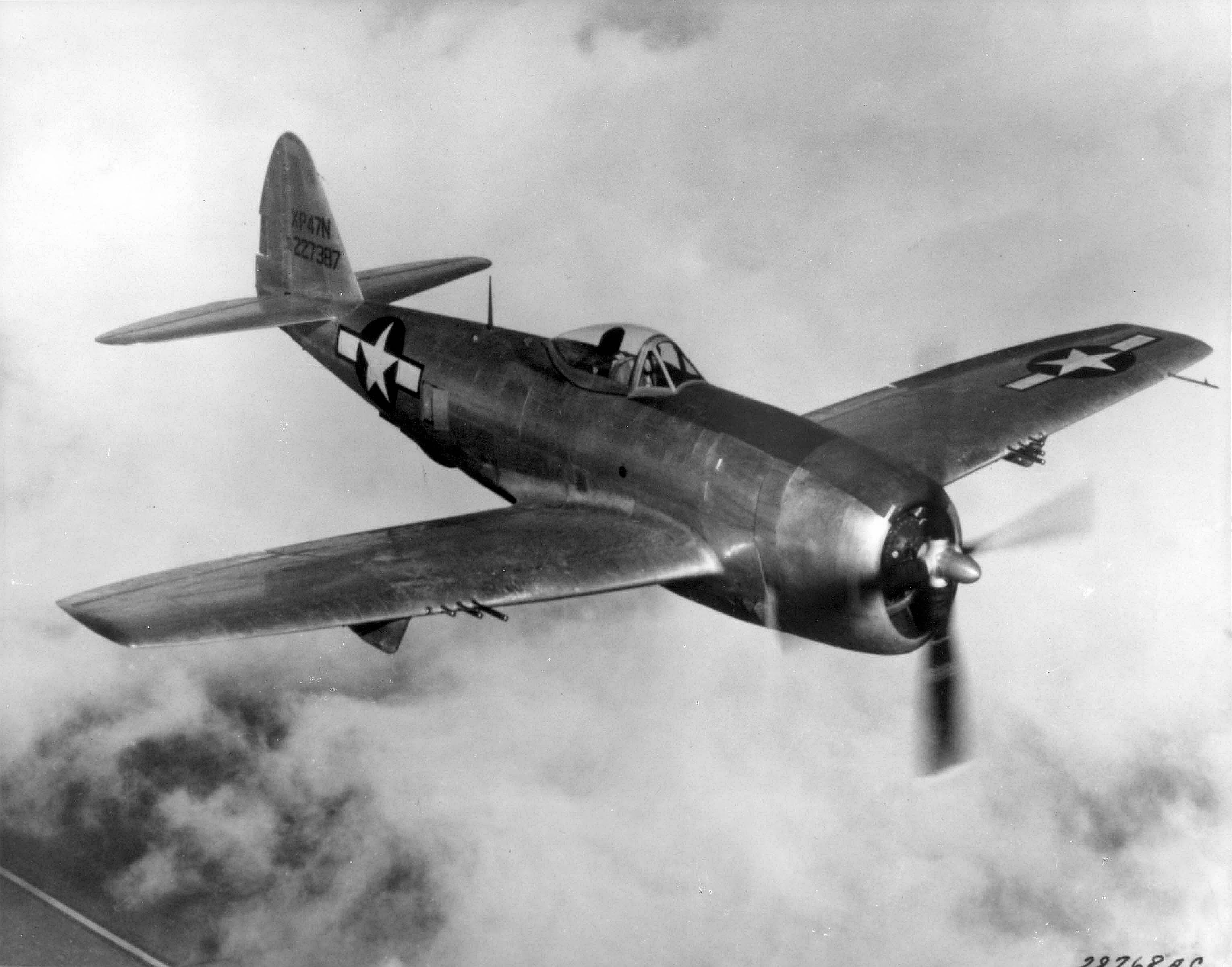
Republic P-47 Thunderbolt.

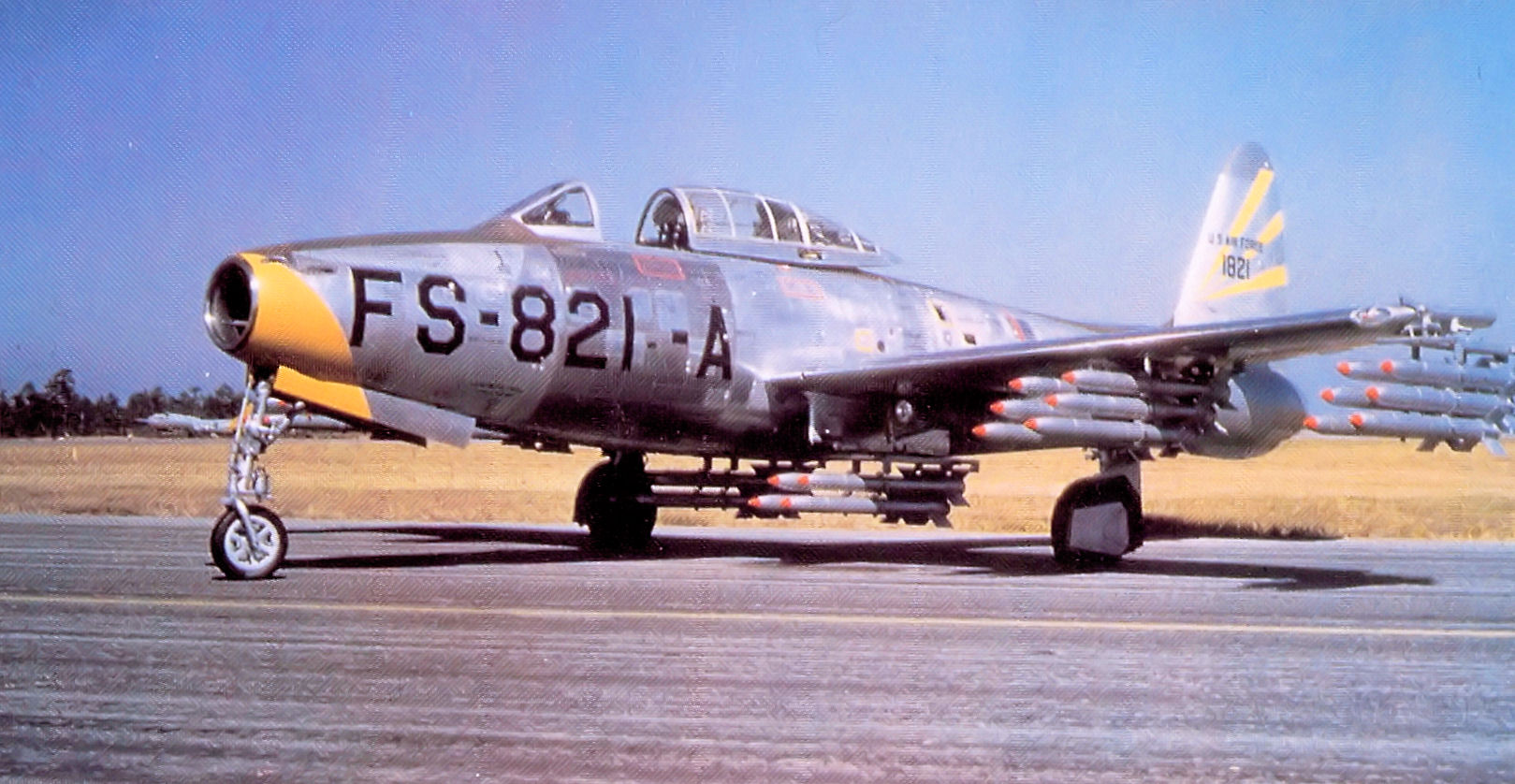
Republic F-84G Thunderjet.

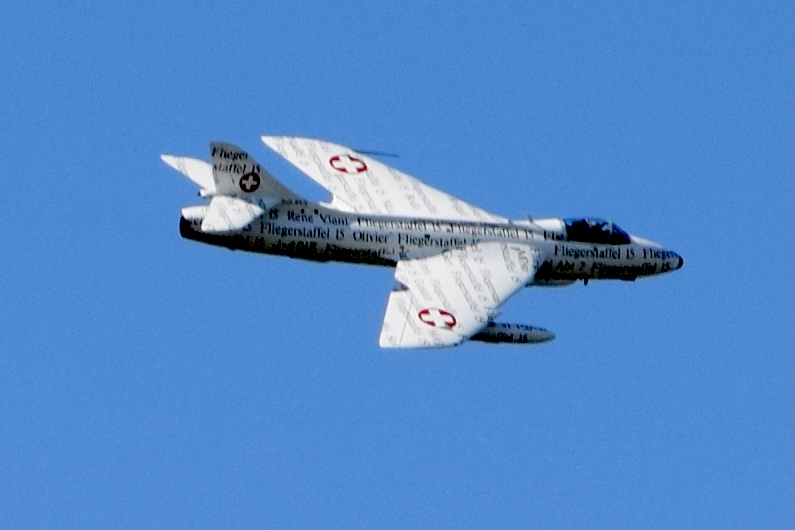
Hawker Hunter.

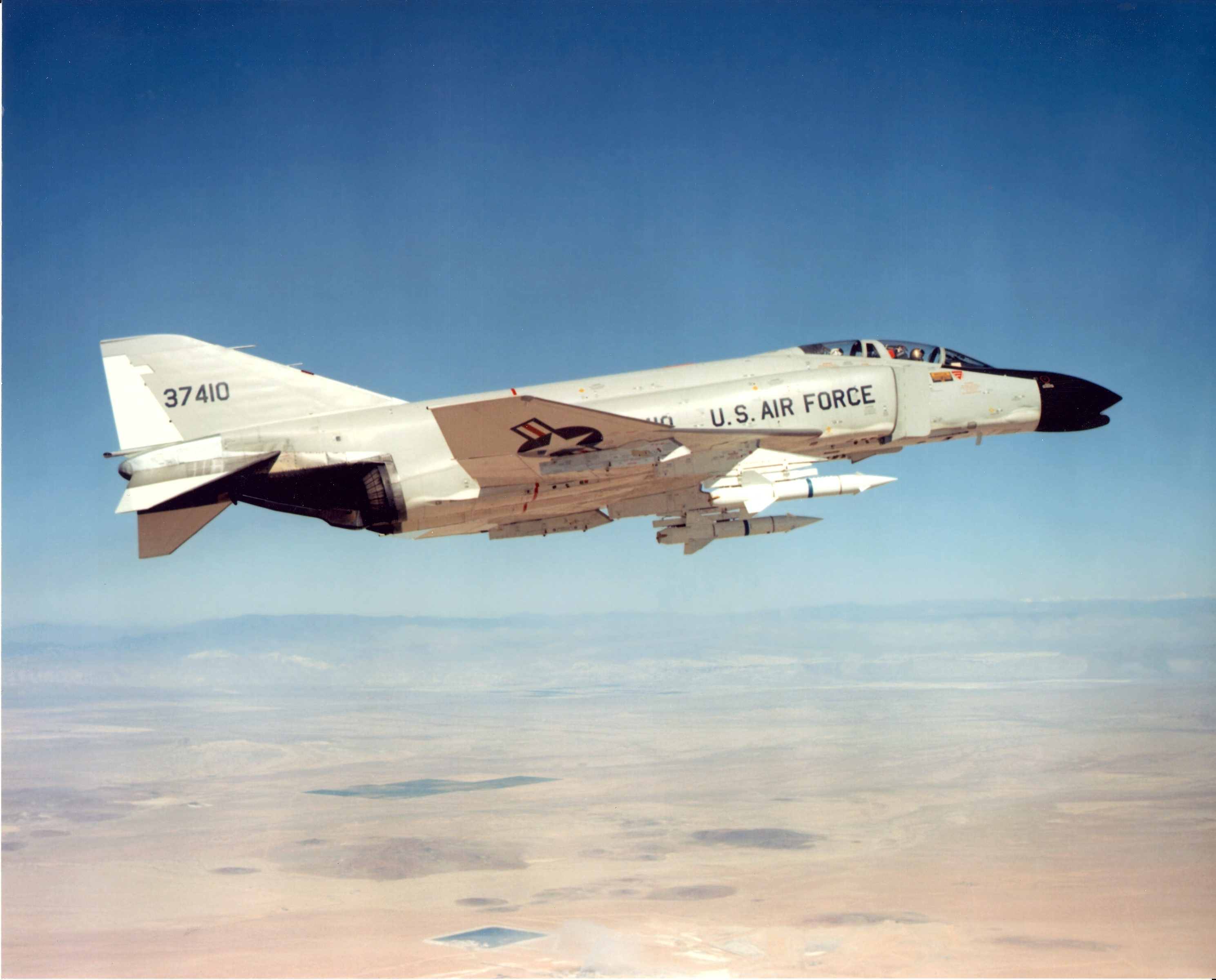
McDonnell Douglas F-4 Phantom II

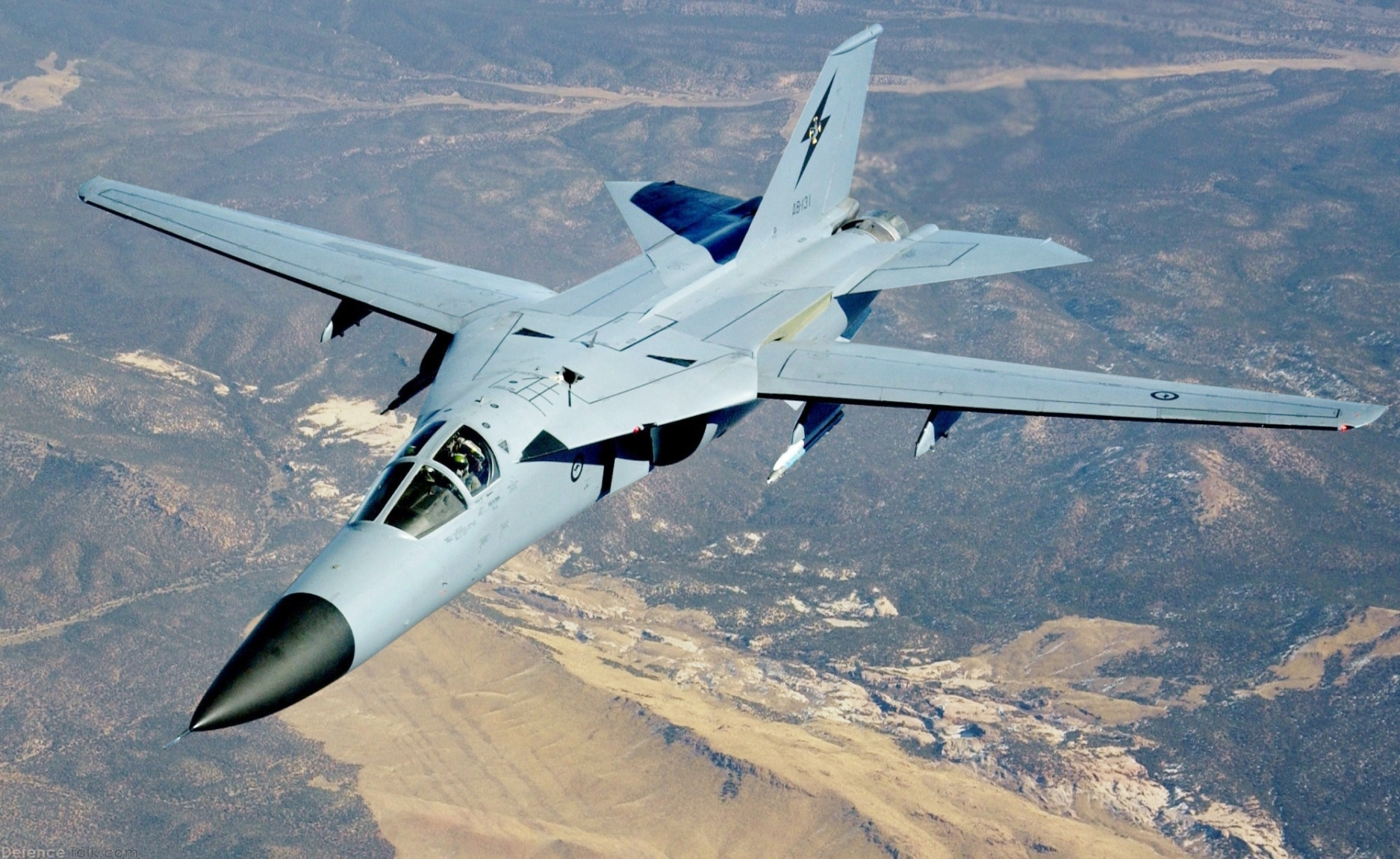
General Dynamics F-111

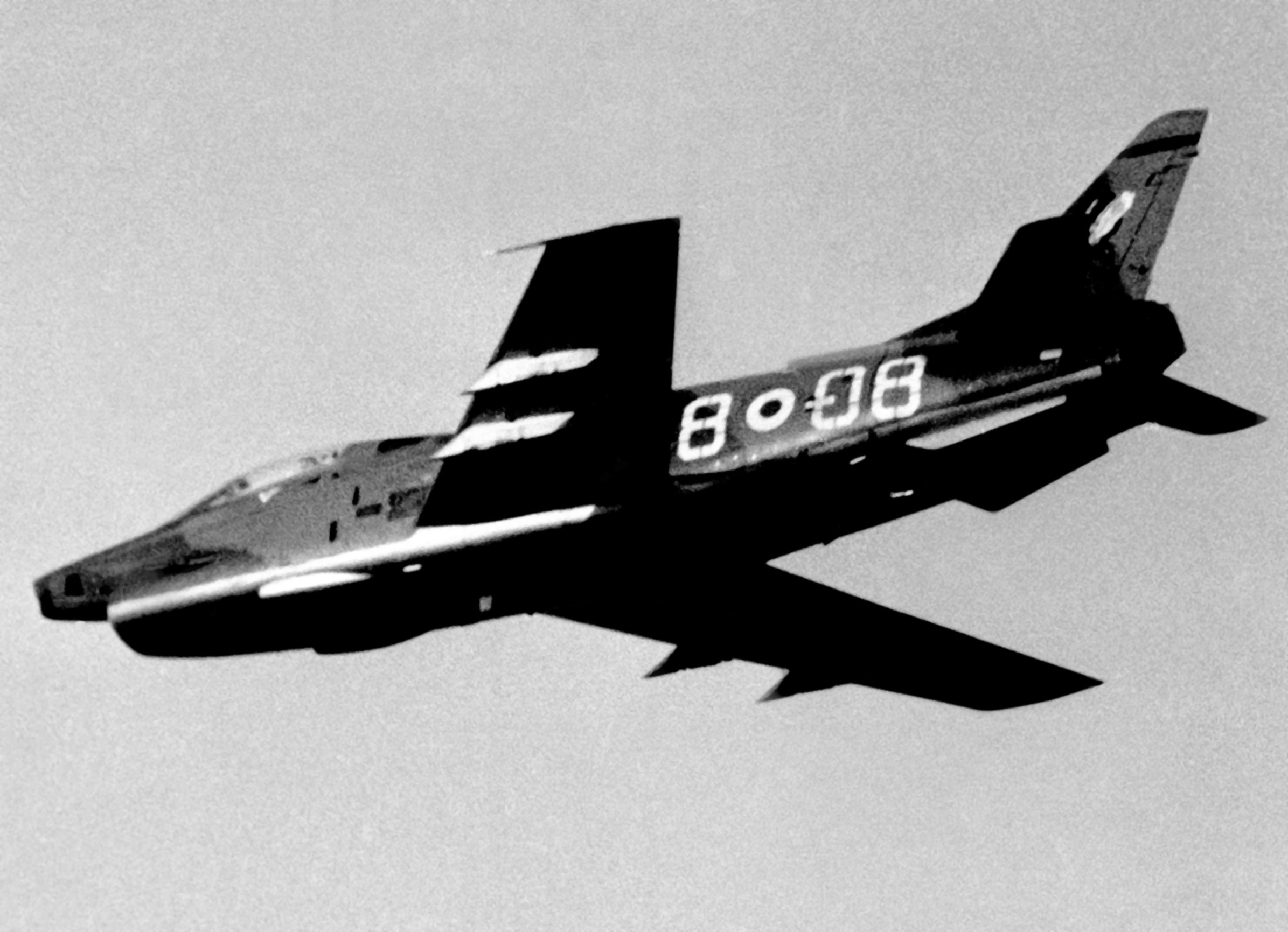
Aeritalia G.91Y

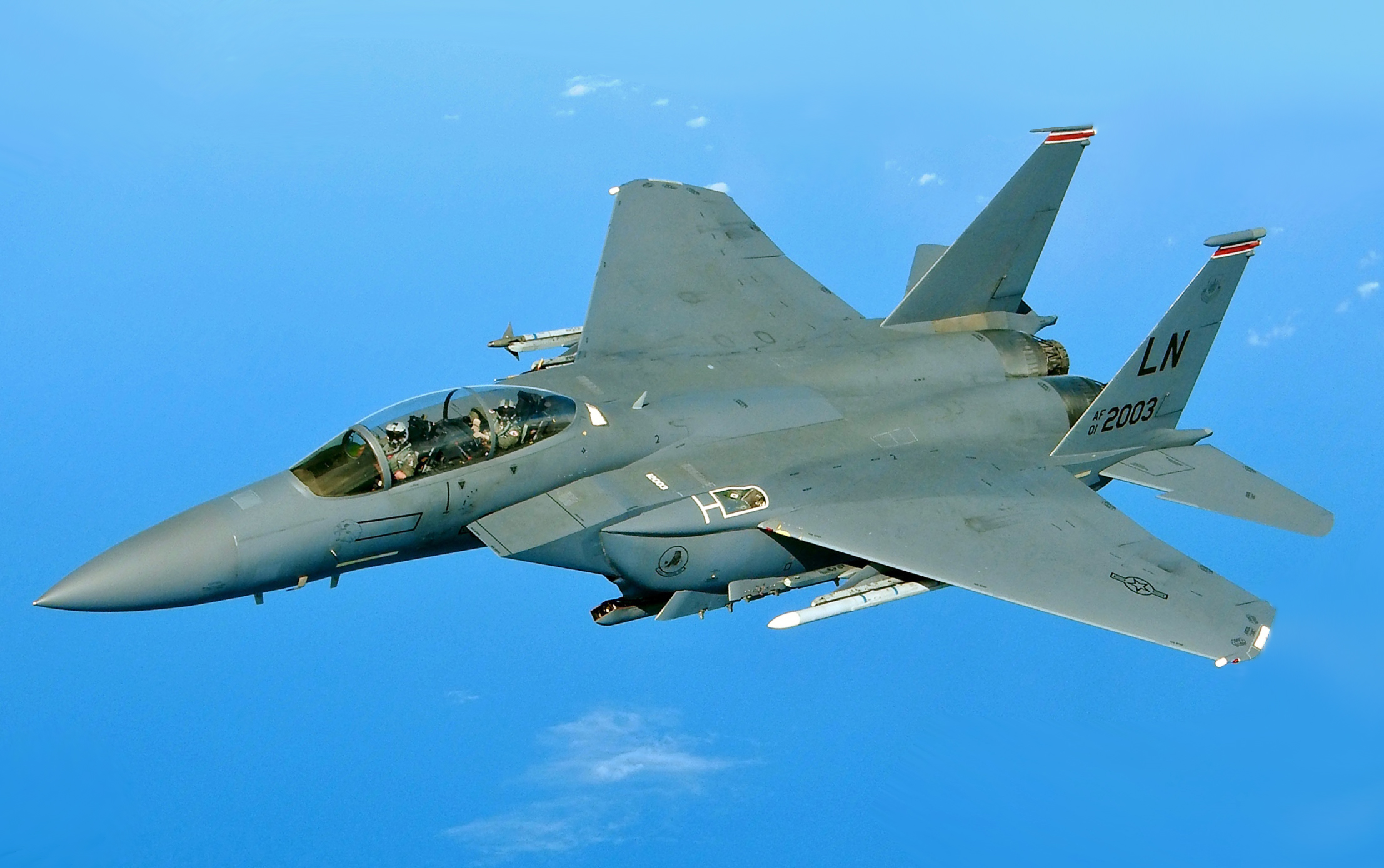
McDonnell Douglas F-15E Strike Eagle

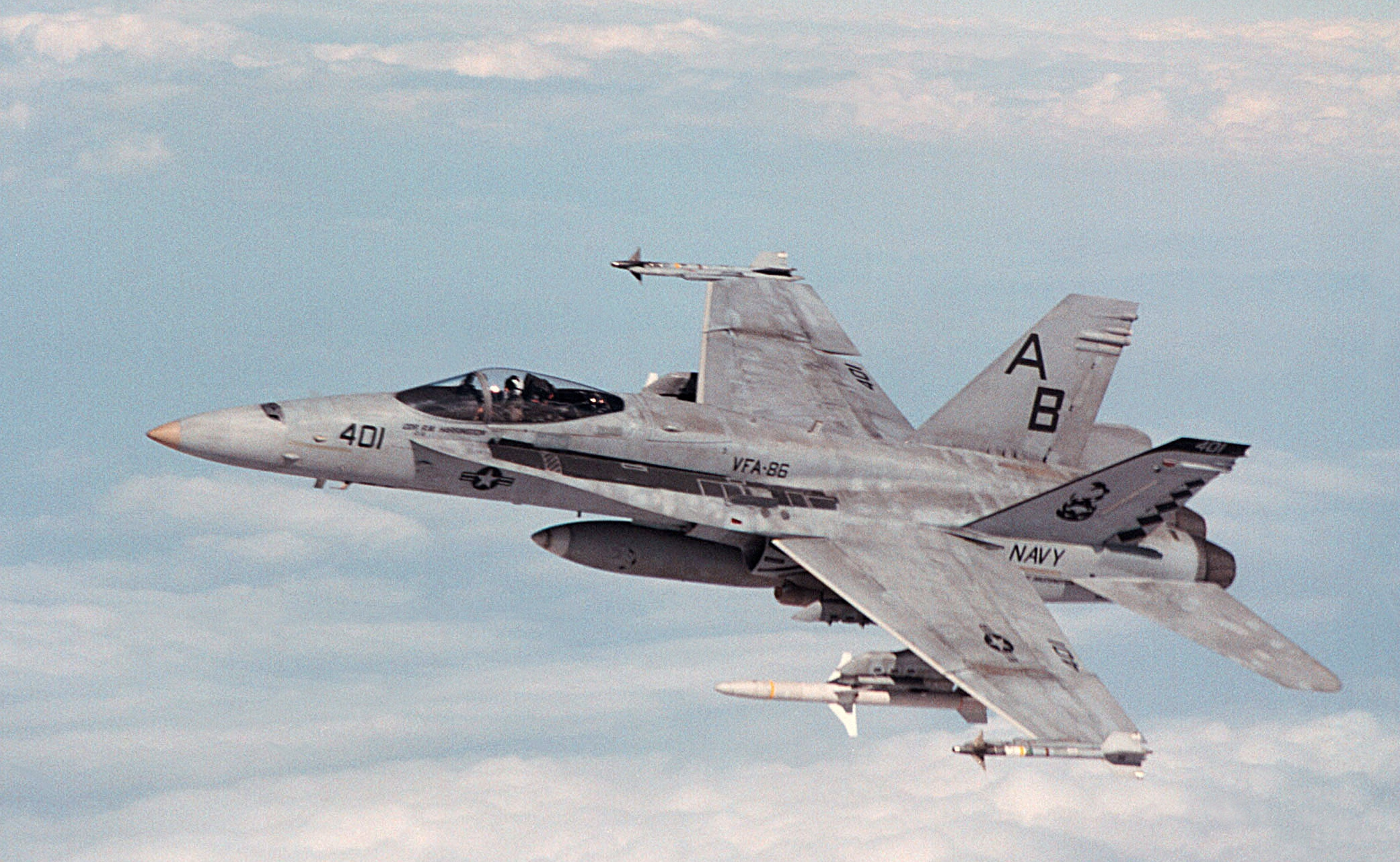
McDonnell Douglas F/A-18 Hornet

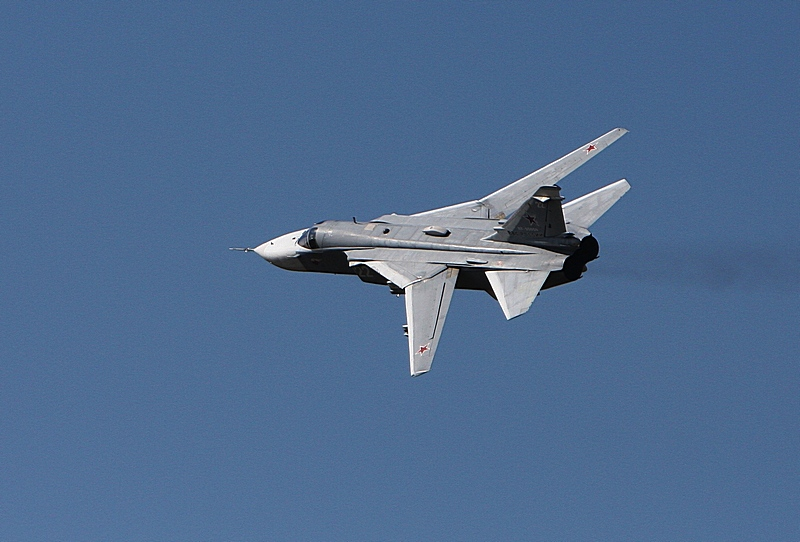
Sukhoi Su-24

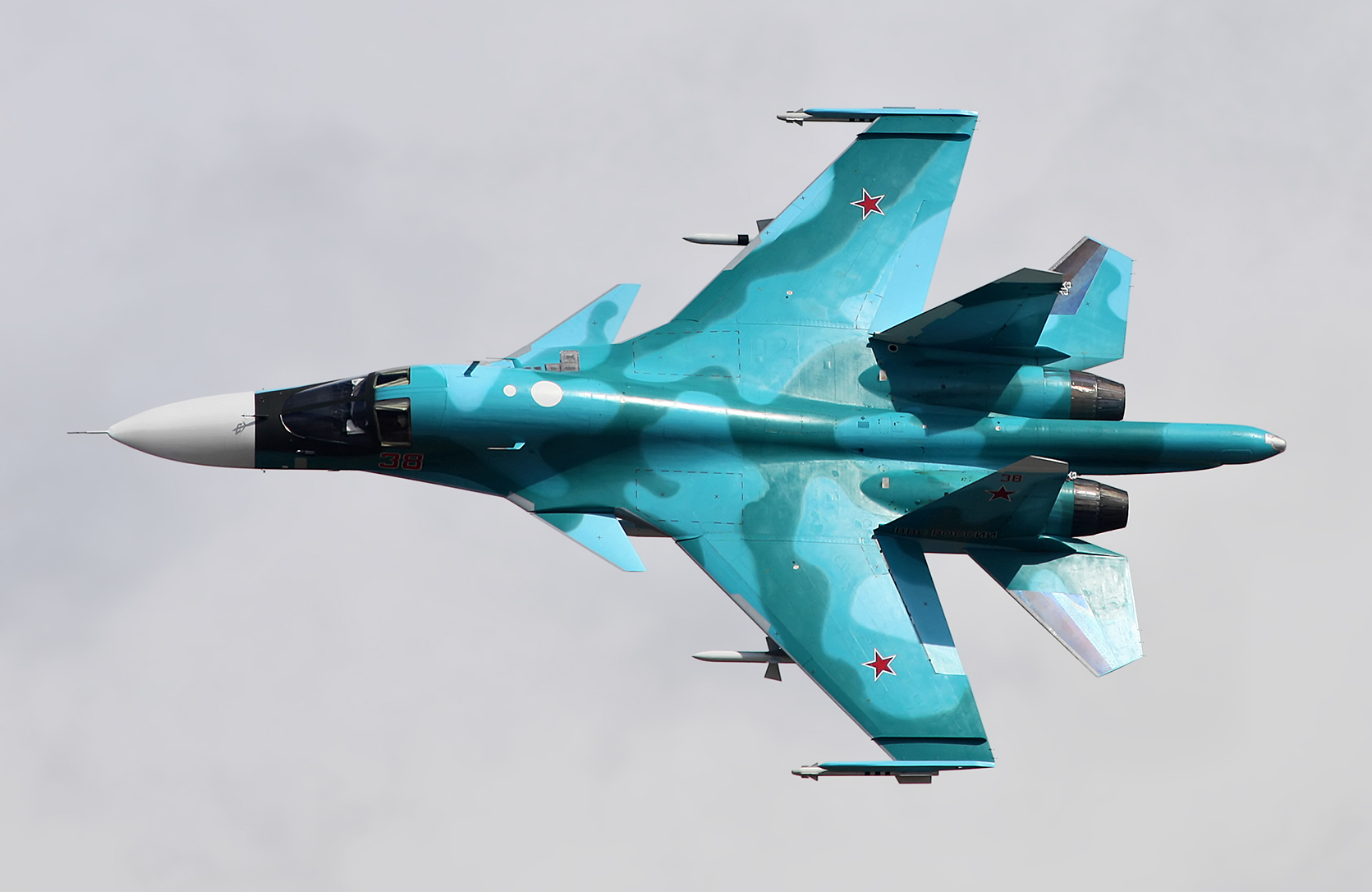
Sukhoi Su-34

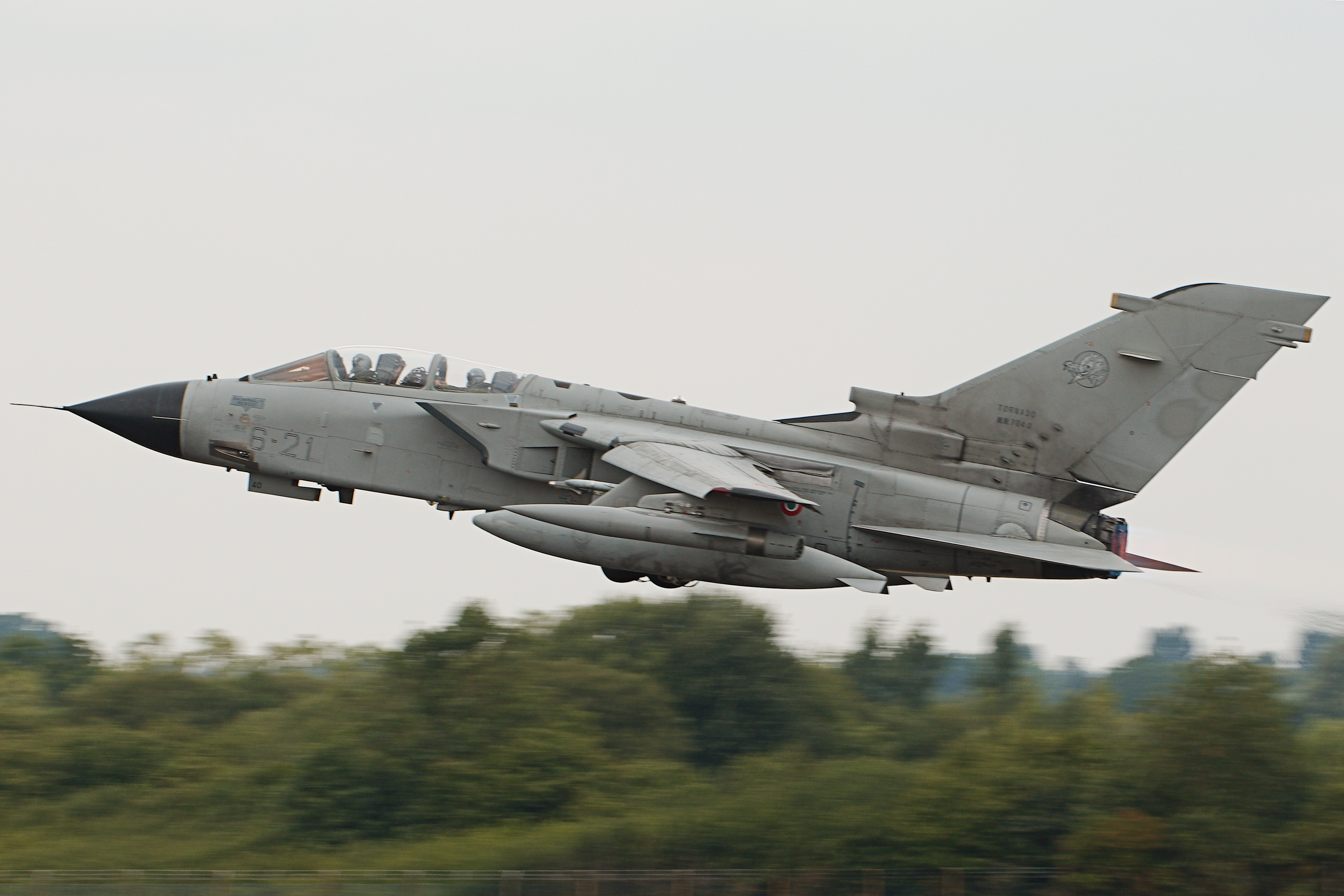
Panavia Tornado IDS

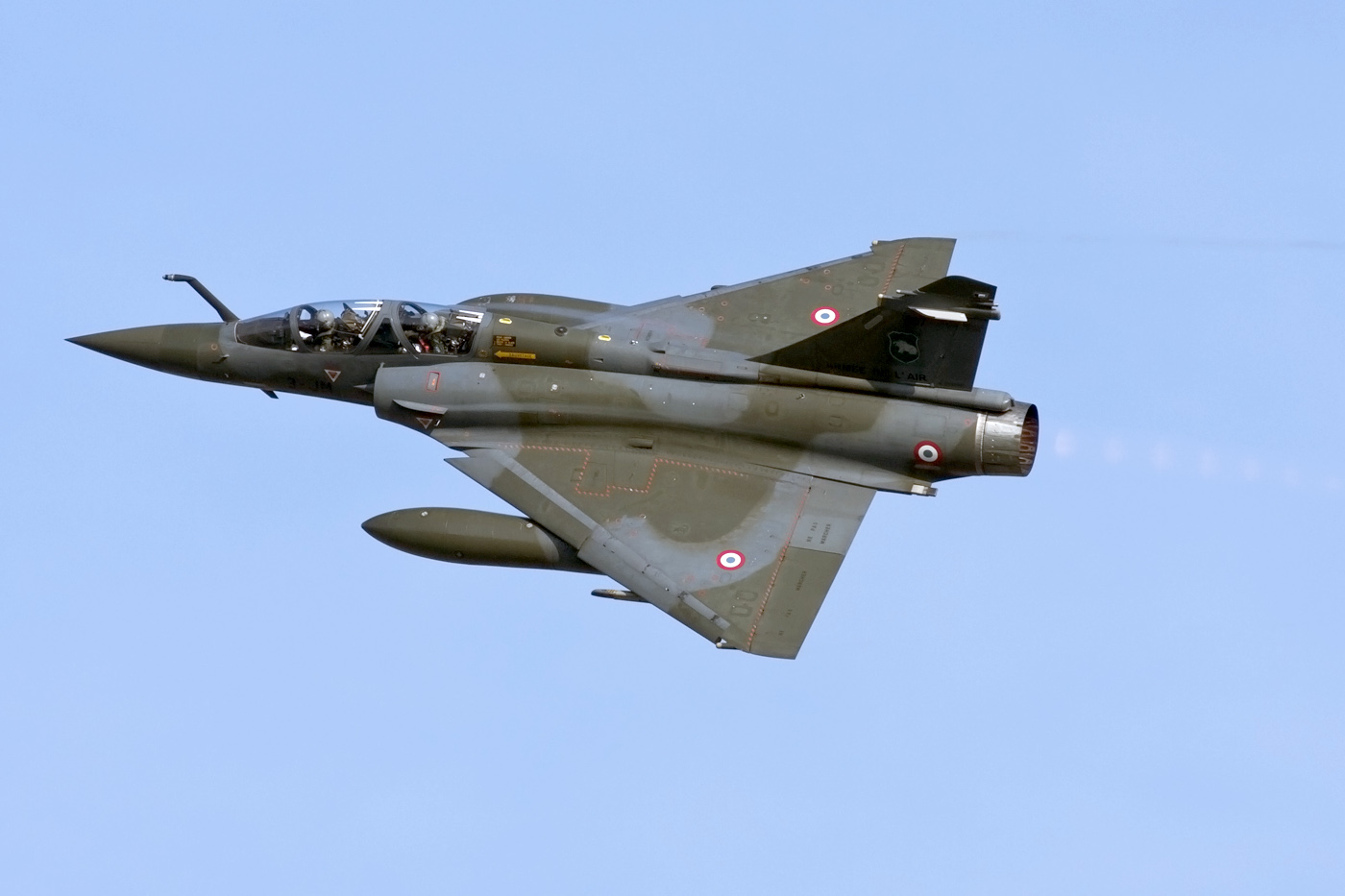
Dassault Mirage 2000D

Un cacciabombardiere (in inglese: fighter-bomber) è un aereo militare da combattimento capace di effettuare attacchi contro altri aerei (combattimento aereo come un aereo da caccia) e contro bersagli a terra (bombardamento aereo come un bombardiere); l'aereo è quindi dotato di un armamento aria-aria (cannoni e missili) e aria-terra (missili e bombe).
Si tratta di un aereo da caccia che è stato modificato, o usato principalmente, nel ruolo di un bombardiere leggero o di un aereo da attacco. Il cacciabombardiere differisce dal bombardiere e dall'aereo da attacco principalmente a causa della sua origine, infatti esso è un aereo da caccia adattato in altri ruoli; mentre i bombardieri e gli aerei da attacco sono sviluppati specificamente per il bombardamento e l'attacco al suolo.

## Descrizione

### Origine e evoluzione
I primi sviluppi di questo tipo di aereo risalgono alla prima guerra mondiale, durante questo conflitto due caccia, il Sopwith Camel e il Sopwith Salamander, sono stati impiegati in questo ruolo. 

Durante la seconda guerra mondiale erano impiegati sostanzialmente due tipi di aerei da combattimento: l'aereo da caccia (contro gli altri aerei nemici) e il bombardiere (contro gli obiettivi nemici a terra). 

I caccia potevano essere leggeri o pesanti (Zerstörer se dotati di due motori e di mitragliere di coda) a seconda della dimensione, di scorta (escort fighter) se erano impiegati nella scorta dei bombardieri, notturni (night fighter) se erano dotati di radar ed impiegati la notte, caccia diurno (day fighter) retronimo dopo l'introduzione dei caccia notturni, di penetrazione (penetration fighter) se erano impiegati per penetrare le linee aeree nemiche ed attaccare i caccia nemici, da intrusione (intruder) se erano impiegati a penetrare le linee aeree nemiche e ad attaccare aerei, radar, aeroporti e altre infrastrutture nemiche. 

I bombardieri potevano essere leggeri, medi o pesanti a seconda della dimensione, da picchiata (dive bomber) se erano impiegati nel bombardamento in picchiata, da penetrazione (penetrator aircraft) se erano impiegati per penetrare le linee aeree nemiche e bombardare gli obiettivi nemici a terra, lanciasiluri se impiegavano siluri, notturni (night bomber) se erano dotati di radar ed impiegati la notte, da pattugliamento (patrol bomber) se erano impiegati nel pattugliamento marittimo. 

I due ruoli – intercezione e attacco aereo – erano svolti da due tipi diversi di aerei da combattimento; dalla fine di giugno 1942 la Luftwaffe cominciò ad utilizzare il caccia Focke-Wulf Fw 190 come cacciabombardiere (in tedesco Jagdbomber o abbreviato Jabo), esso fu impiegato nel più grande e importante attacco aereo (diurno dopo la battaglia d'Inghilterra) il 31 ottobre 1942, nel quale circa 30 Fw 190 bombardarono la città di Canterbury; il 1º gennaio 1945, formazioni composte da Messerschmitt Bf 109 e Focke-Wulf Fw 190 parteciparono all'operazione Bodenplatte.
L'utilizzo di cacciabombardieri si è quindi affermato e generalizzato durante la seconda guerra mondiale e poi durante la successiva guerra di Corea, con la prima generazione di aerei da caccia a reazione. 

Cacciabombardieri, come l'F-100 Super Sabre, l'F-105 Thunderchief e l'F-4 Phantom II, sono stati largamente usati durante la guerra del Vietnam.
Il General Dynamics F-111 è il prodotto del programma "Tactical Fighter Experimental – TFX" per l'USAF (e l'USN), che era volto alla realizzazione di uno strike fighter/interdictor/strategic bomber per sostituire il Republic F-105 Thunderchief (e l'F-4 Phantom II). Alla fine l'F-111 entrerà in servizio solo nell'USAF, nel Tactical Air Command (1968-1992) e nel Air Combat Command (1992-1998).
Dopo il fallimento dell programma "TFX" per l'USN, fu lanciato il programma "Naval Fighter Experimental – VFX" che porterà alla realizzazione del Grumman F-14 Tomcat, in sostituzione del McDonnell Douglas F-4 Phantom II.
Il McDonnell Douglas F-15E Strike Eagle è il prodotto del programma "Enhanced Tactical Fighter – ETF" dell'USAF, che era volto alla realizzazione di un fighter-bomber/interdictor per sostituire il General Dynamics F-111. I due aerei in competizione erano l'F-15E Strike Eagle (risultato poi vincitore) derivato dall'F-15 Eagle e l'F-16XL derivato dall'F-16.
Il McDonnell Douglas F/A-18 Hornet è il prodotto del programma "Naval Fighter Attack Experimental – VFAX" dell'USN, che era volto alla sostituzione del Grumman F-14 Tomcat. Il programma VFAX fu "unito" al programma "Lightweight Fighter – LWF" dell'USAF. I due aerei finalisti della competizione LWF erano il General Dynamics YF-16 (risultato poi vincitore) e il Northrop YF-17, quest'ultimo fu poi scelto dall'USN e diventerà l'F/A-18 Hornet.
Due cacciabombardieri come il F-15E Strike Eagle e il Su-34 sono stati sviluppati a partire da caccia (rispettivamente il F-15 Eagle e il Su-27), che sono stati profondamente modificati fino ad arrivare alla creazione di un nuovo aereo (con una nuova denominazione) e non semplicemente ad una variante.
Molti aerei nati come caccia hanno avuto varianti ed evoluzioni che li hanno fatti assumere il ruolo di cacciabombardieri, come ad esempio: l'F-4C/E/G Phantom II, l'F-86H Sabre, il Mirage III E/5, il Mirage 2000 D/N;
addirittura intercettori come il Mirage F1 e l'F-104 Starfighter hanno avuto delle varianti da bombardamento (rispettivamente F1-A, F1-CT e F-104C, F-104G).
In qualche caso, si è avuta l'evoluzione al contrario, ad esempio il Tornado nasce come cacciabombardiere (Interdiction Strike – IDS) ed in seguito è prodotta una variante da intercettazione (Air Defence Variant – ADS).
I cacciabombardieri – apparsi durante la terza generazione – per ragioni economiche e tecnologiche (ma non solo) sono aerei destinati a scomparire; i moderni aerei da caccia (dalla quarta generazione in avanti) sono tutti caccia multiruolo e i compiti un tempo assegnati ai cacciabombardieri sono adesso svolti dai moderni caccia multiruolo, che riescono a coprire in maniera ottimale sia il ruolo aria-aria sia quello aria-terra.
Anche se rimane usato nel linguaggio comune, il termine "cacciabombardiere" ha perso gran parte del suo significato originario a seguito dell'introduzione dei razzi e dei missili guidati nella guerra aerea. 

Gli aerei moderni con caratteristiche, impieghi e funzioni simili sono attualmente chiamati caccia multiruolo (multirole fighter) o caccia da attacco (inglese: strike fighter). 

In passato, altri aerei con caratteristiche simili al "cacciabombardiere" erano il caccia da interdizione (inglese: interdictor fighter), il bombardiere leggero (inglese: light bomber) o il caccia pesante (heavy fighter).
I moderni caccia multiruolo – come il Rafale, il Typhoon, il JAS 39 Gripen, l'F-16 Fighting Falcon, l'F-22 Raptor, l'F-35 Lightning II, il Su-30 o il Su-35 – sono a volte denominati, nel linguaggio comune o giornalistico, cacciabombardieri; ciò anche in considerazione del fatto che nelle recenti operazioni militari (dalla guerra del Golfo in poi), questi aerei sono solitamente impiegati nel bombardamento, nell'interdizione e nell'attacco di obiettivi nemici a terra e raramente sono coinvolti in combattimenti aerei contro aerei nemici.

### Impiego
Un cacciabombardiere è impiegato solitamente per l'interdizione aerea o il supporto aereo profondo o il bombardamento operativo, cioè quel tipo di bombardamento aereo a metà strada tra quello tattico e strategico.
L'interdizione aerea – in inglese: air interdicton (AI) o deep air support (DAS) –, è l'uso di attacchi aerei preventivi contro obiettivi nemici, che non costituiscono una minaccia immediata, per ritardare, disturbare o ostacolare il coinvolgimento nemico contro forze amiche. È una capacità fondamentale di praticamente tutte le forze aeree militari ed è stata condotta in conflitti fin dalla prima guerra mondiale.
Gli obiettivi tipici delle operazioni di interdizione aerea sono quindi le linee di comunicazione e le infrastrutture di trasporto: strade, ferrovie, ponti, porti, aeroporti.
Alcune operazioni di interdizione aerea sono state: Strangle, quelle in preparazione dello sbarco in Normandia, Rolling Thunder, quelle contro il sentiero di Ho Chi Minh, Linebacker, Desert Storm, Allied Force, Odyssey Dawn e Inherent Resolve.
Il cacciabombardiere si differenzia dal bombardiere perché quest'ultimo è progettato specificamente per il ruolo di bombardamento aereo – solitamente di tipo tattico o strategico – e dall'aereo da attacco al suolo perché questo è generalmente un caccia leggero destinato al supporto aereo ravvicinato (CAS) – cioè all'appoggio tattico alle truppe di terra – o alla soppressione delle difese antiaeree nemiche (SEAD).
Un cacciabombardiere inoltre è sufficientemente manovrabile e veloce da poter essere utilizzato per l'intercettazione aerea (combattimento aereo e difesa aerea); anche se non al medesimo livello di un caccia intercettore o di un caccia da superiorità aerea.

### Designazione
I cacciabombardieri, nel sistema di designazione dei missili e dei droni statunitensi a tre servizi hanno la lettera «F» di fighter (caccia).
Tuttavia, se si usasse il sistema di designazione in maniera più precisa – utilizzando rispettivamente le lettere della missione "modificata" e della missione di "base" – i cacciabombardieri (ma anche i caccia multiruolo) potrebbero avere la combinazione: «AF» (attack-fighter), a significare che si tratta di un caccia modificato per l'attacco.
Teoricamente sarebbero possibili anche le designazioni «FA» (fighter-attack) e «FB» (fighter-bomber), ma sarebbero incorrette poiché presupporrebbero che si tratti rispettivamente di un aereo d'attacco o di un bombardiere modificati per la caccia; mentre – storicamente – un cacciabombardiere nasce come aereo da caccia che è poi modificato per il bombardamento. 

Tuttavia la sigla «F/A» (con l'"errore" dell'uso della «/») è stata usata per l'F/A-18 e provvisoriamente per l'F/A-22 e la sigla «FB» è stata utilizzata per il progetto non realizzato dell'FB-22, accessoriamente la sigla «FB» richiama (in inglese) "fighter-bomber", cioè cacciabombardiere. 

La designazione «BF» – che teoricamente sarebbe corretta – è impossibile, poiché la missione «B» di bomber non esiste come missione "modificata".

## Aerei
Elenco (non esaustivo) di aerei classificabili come cacciabombardieri (esclusi i caccia multiruolo)
- Hawker Hurricane Mk.X / Mk.XII / Mk.XIIA[15]
- Xian JH-7[16]
- Focke-Wulf Fw 190[3]
- Messerschmitt Bf 110[17]
- Messerschmitt Me 262[18]
- Panavia Tornado IDS
- Dassault Étendard IV
- Dassault MD 452 Mystère II
- Dassault MD 454 Mystère IV
- Dassault Mirage 2000D/N
- Dassault Mirage IIIE/5
- Dassault Super Étendard
- Dassault Super Mystère
- SNCASO SO-4050 Vautour
- de Havilland DH.100 Vampire FB.5[19]
- de Havilland DH.103 Hornet[20]
- de Havilland DH.112 Venom & Sea Venom[21]
- de Havilland DH.98 Mosquito[20]
- Hawker Hunter[22]
- Hawker Sea Fury[23]
- Hawker Sea Hawk FB.3[24]
- Hawker Tempest[23]
- Hawker Typhoon[23]
- Westland Whirlwind[25]
- HAL HF-24 Marut[26]
- Aeritalia G-91Y
- Fiat G.91[27]
- Sukhoi Su-34/-32[28]
- Mikoyan-Gurevich MiG-23B
- Mikoyan-Gurevich MiG-27
- Sukhoi Su-17/-20/-22[28][29]
- Sukhoi Su-24[28]
- Sukhoi Su-7[29]
- Saab 21[30]
- Saab 21R[30]
- Saab 32 Lansen[30]
- Saab 37 Viggen[31]
- Boeing F-15SE Silent Eagle
- Boeing XF8B-1[32]
- Chance Vought F4U-1D/-4 Corsair[33]
- Curtiss P-40
- General Dynamics F-111
- General Dynamics F-16XL
- Grumman F-14 Tomcat
- Grumman F6F Hellcat
- Grumman F9F Panther
- Lockheed Martin FB-22[34]
- Lockheed P-80 Shooting Star[35]
- McDonnell F-101A/C Voodoo
- McDonnell Douglas F-15E Strike Eagle
- McDonnell Douglas F-4 Phantom II
- McDonnell Douglas F/A-18 Hornet[36]
- McDonnell Douglas F/A-18 Super Hornet[36]
- North American F-100 Super Sabre
- North American F-86 Sabre[35]
- North American P-51 Mustang[35]
- Republic F-105 Thunderchief[37]
- Republic F-84 Thunderjet[35]
- Republic F-84F Thunderstreak
- Republic P-47 Thunderbolt[38]